# 수호천사 기도문

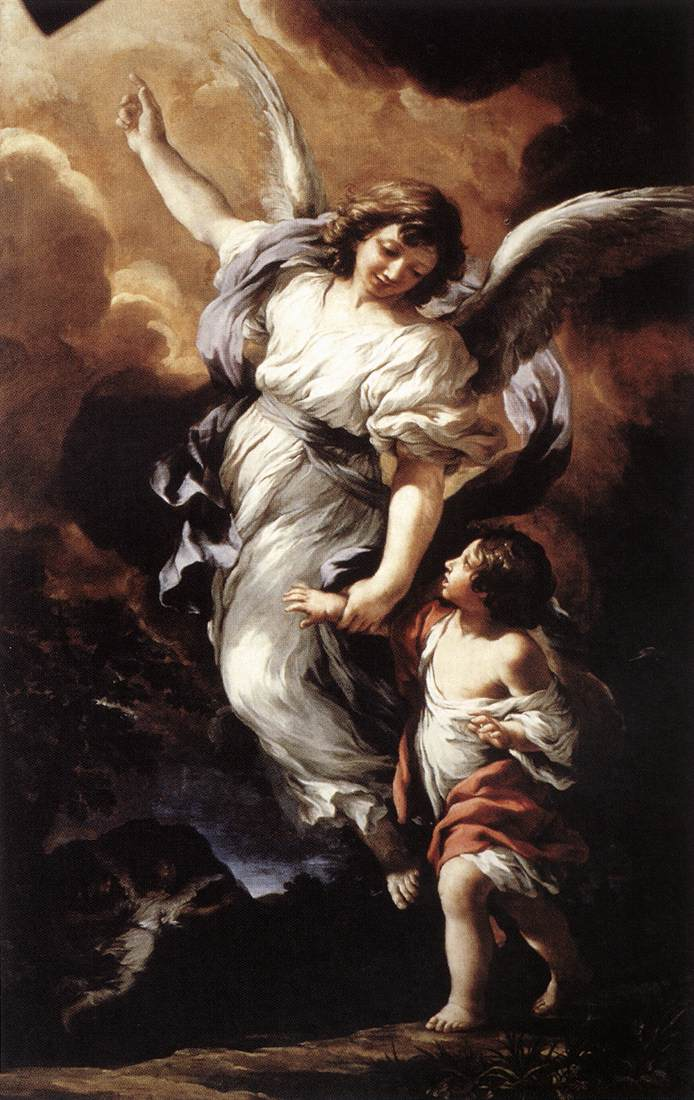
수호 천사, Pietro da Cortona, 1656

수호천사 기도문은 수호천사에 간청하는 기도문으로 기독교의 전통적인 기도문 중 하나이다.

## 본문

### 한글 번역
언제나 저를 지켜주시는 수호천사님,

인자하신 주님께서 저를 당신께 맡기셨으니

오늘 저를 비추시고 인도하시며 다스리소서.

아멘.

### 영어
Angel of God,

my guardian dear,

to whom God's love commits me here,

ever this day,

be at my side

to light and guard,

rule and guide.

Amen.

### 라틴어
Ángele Dei,

qui custos es mei,

me, tibi commissum pietáte supérna,

hodie illúmina, custódi,

rege et gubérna.

Amen.

### 프랑스어
Ange de Dieu,

qui es mon gardien,

et à qui j’ai été confié par la Bonté divine,

éclaire-moi, défends-moi,

conduis-moi et dirige-moi.

Amen.

### 이탈리아어
Angelo di Dio,

che sei il mio custode,

illumina, custodisci,

reggi e governa me

che ti fui affidato/a dalla Pietà Celeste.

Amen.

### 포르투갈어
Santo Anjo do Senhor,

meu zeloso guardador,

se a ti me confiou a piedade divina,

sempre me rege,

me guarda, me governa

me ilumina

Amém.

### 동방 정교회 (한국어)
동방 정교회의 수호천사에게 드리는 기도는 다음과 같다:
우리와 일생을 같이해 주시는 거룩한 천사여, 이 죄인을 멀리하지 마소서. 만일 당신이 떠나신다면 내 마음의 빈자리를 악마가 차지하고 온갖 흉계로 나를 지배코자 할 것이니 나를 떠나지 마시고 내 손을 이끌어 구원의 길로 인도하여 주소서. 하느님의 거룩한 천사여, 당신은 우리 영혼과 육신의 수호자시나니, 내가 지난날 당신을 걱정케 한 일들과 오늘 지은 여러 가지 죄들을 용서하소서. 그리고 이 밤에도 악마의 침범에서 감싸주시어 하느님의 꾸중을 받지 않도록 하소서. 그리고 언제나 하느님을 두려워하는 선한 믿음을 가진 종의 자세를 잃지 않도록 간구하여 주소서. 아멘.

## 같이 보기
- 수호천사

황양주 안토니오